# Zuiderkerk (Rijssen)
De Zuiderkerk is een kerkgebouw van de Gereformeerde Gemeenten aan de Jacob Ruysdaelstraat in Rijssen. De kerk is in 1968 gebouwd naar een ontwerp van architectenbureau Groen en Scheppink. De kerk is met 1.950 zitplaatsen een van de grootste kerken van Nederland. De bakstenen zaalkerk is minder traditioneel gebouwd dan de Noorderkerk. De kerk heeft een losstaande klokkentoren met een hoogte van 31 meter. In de toren hangt een 921 kg zware luidklok met de inscriptie: Ik werd aangebracht bij de bouw van de Zuiderkerk, behorend bij de Geref. Gemeente, in het jaar 1967. De kerk is gebouwd op een natuurlijke hoogte in het uitbreidingsplan 'Zuid'. In het gebouw zijn 430.000 stenen en 1.100 m³ beton verwerkt. De totale bouwkosten bedroegen 2.361.114,43 gulden.

## Geschiedenis
Daar de Walkerk van de Gereformeerde Gemeente te Rijssen in de jaren 50 te klein was geworden, is overgegaan tot de bouw van een nieuwe kerk. In mei 1955 is de Noorderkerk met 2.400 zitplaatsen in gebruik genomen. De groei van de gemeente zet door en op 18 april 1964 wordt door de leden besloten een tweede kerkgebouw te bouwen. In het uitbreidingsplan 'Zuid' wordt een perceel grond gekocht met een oppervlakte van 4968 m². Door de architecten C. Groen en G. Scheppink wordt een moderne kerk ontworpen. Omdat de kosten oplopen worden enkele wijzigingen aangebracht die overigens niet de goedkeuring van de architecten krijgen. Door het plaatselijke bouwbedrijf Roelofs en Haase wordt op 16 mei 1966 gestart met de werkzaamheden. Tijdens de bouw wordt 1100 m³ beton verwerkt en worden 435.000 stenen 'weggelegd'. Op 17 augustus 1967 wordt het hoogste punt bereikt. Ds. A. Bregman houdt daarbij een korte toespraak over Hebreeën 3:4. Op 15 mei 1968 wordt de Zuiderkerk met 1.512 zitplaatsen (waarvan 312 op de galerij) als tweede kerkgebouw van de gemeente in gebruik genomen. Omdat de gemeente bleef groeien werd de Zuiderkerk vervolgens in 1976 uitgebreid tot 1.800 zitplaatsen met de bouw van twee galerijen. In 1986 wordt de trouwzaal bij de kerkzaal getrokken en komt het aantal zitplaatsen op 1.950.
In 1997 besloot men om voor de gemeenteleden in de nieuwbouwwijk Veeneslagen zondagse diensten te gaan beleggen in de Jacobus Fruytier Scholengemeenschap. Op 13 december 2002 werd een derde kerk, De Tabernakel, met 884 zitplaatsen in gebruik genomen.
In 2009 onderging de Zuiderkerk een verbouwing. Het kerkgebouw en de trouwzaal zijn voorzien van een nieuwe natuurstenen vloer en alle kerkbanken zijn vervangen. De gemeente heeft gedurende de verbouwing gebruikgemaakt van de Noorderkerk.
De diensten staan in de bevindelijk Gereformeerde traditie, waarbij de verkondiging van het Woord centraal staat. De gemeente zingt de psalmen in de psalmberijming van 1773.

## Het orgel
Het Witte-orgel is overgeplaatst vanuit de Amersfoortse Elleboogkerk en was toen al meer dan 100 jaar oud. Voor het orgel moest 65.000 gulden worden betaald. Op 2 juli 1969 wordt het orgel in gebruik genomen. Dit orgel is in 2009 gerenoveerd. Behalve een uitbreiding van het aantal stemmen (op het hoofdwerk is een trompet 16’ toegevoegd). De orgelkast uit 1969 is vervangen door een nieuwe kast in dezelfde stijl met vier ronde torens. De werkzaamheden aan het orgel worden uitgevoerd door orgelmakerij Boogaard uit Rijssen.